# 副齿边眼甲属
副齿边眼甲属（学名：Paraodontomma）是在缅甸琥珀中发现的一类已灭绝的甲虫，隶属于鞘翅目眼甲科（澳洲长扁虫科）。

## 属征
2021年研究发现该属的不同种类的鞘翅均具有横脊，同时鞘翅上还具有一种近圆形小鳞片，疑为本属的自有衍征。最新发现的新种薄脊副齿边眼甲（P. leptocristatum）标本保存有较好的内部软组织结构，其中后胸部分的肌肉保存最为完好，非常罕见。

## 物种
- †Paraodontomma burmitica Yamamoto 2017[2]
- †Paraodontomma szwedoi Jarzembowski et al. 2018[3]
- †薄脊副齿边眼甲 Paraodontomma leptocristatum Li, Yamamoto & Cai，2021[4]